# Tiago Terroso
Tiago André Ramos Terroso (Vila do Conde, 13 gennaio 1988) è un ex calciatore portoghese, di ruolo centrocampista.

## Carriera
Ha giocato nella massima serie dei campionati portoghese ed ucraino.